# Palpada megafemur
Palpada megafemur är en tvåvingeart som beskrevs av Thompson 1999. Palpada megafemur ingår i släktet Palpada och familjen blomflugor. Inga underarter finns listade i Catalogue of Life.